# エレーナ・オーデン
エレイナ・オーデン（Elaina Oden、女性、1967年3月21日 - ）は、アメリカ合衆国の元バレーボール選手。元アメリカ合衆国代表。バルセロナオリンピック銅メダリスト。
エレイナはアーバインのアーバイン高校に通い、バレーボールだけでなくバスケットボールやサッカー、ソフトボール、陸上競技などでも傑出した成績を上げ、最高学年では「年間最優秀選手」に選出されている。
エレイナは姉のキム、妹のビバリーとともにアメリカ合衆国代表のオーデン三姉妹として知られる。

## 参考
- エレーナ・オーデン - Olympedia（英語）